# 노송동
노송동(老松洞)은 전북특별자치도 전주시 완산구의 행정동이다. 전주시 동부의 기린봉에 인접하고, 시청, 금융기관, 호텔 등이 위치한 원도심 지역이다.
전주고등학교, 전주제일고등학교, 전주신일중학교, 전주풍남초등학교, 전주동초등학교 등 교육여건과 기린로, 팔달로, 아중로, 견훤로, 견훤왕궁로 등 교통 조건이 양호하며, 아중지구와 전주한옥마을이 인근에 위치해 향후 개발 여건도 양호한 편이다.

## 역사
본래 전주군 부북면의 지역인데, 1914년 행정구역 통폐합에 따라 동정리(東井里), 신동리(新洞里), 삼리(三里) 일부와 용진면 인봉리(麟峯里), 부동면 오계리(五契里)·육계리(六契里)를 노송리(老松里)로 통합하고 이동면에 편입되었다. 노송리는 이 지역에 '늙은 소나무'가 많아서 붙여진 이름이다. 1930년 7월 1일 전주부에 편입되었고, 1946년 일제식 동명 변경에 따라 정(町)을 동(洞)으로 고치면서 동·서·남·북의 4개동으로 하였다가, 1957년 12월 12일 중노송동, 남노송동, 서노송동으로 고쳤다.

### 연혁
- 1914년 4월 1일 : 전주군 이동면 노송리

| 조선총독부령 제111호                                   |               |
| 구 행정구역                                            | 신 행정구역   |
| 부북면 동정리(東井里), 신동리(新洞里), 삼리(三里) 일부 | 이동면 노송리 |
| 부동면 오계리(五契里), 육계리(六契里)                  | 이동면 노송리 |
| 용진면 인봉리(麟峯里)                                  | 이동면 노송리 |
- 1930년 7월 1일 : 이동면 노송리가 전주면에 편입[2]
- 1946년 7월 10일 : 전주부 노송동
- 1949년 8월 15일 : 전주시 노송동[4]
- 1957년 12월 12일 : 전주시 중노송동, 남노송동, 서노송동
- 1970년 7월 1일 : 중노송동이 중노송1가동과 중노송동2가동으로 분동
- 1994년 8월 8일 : 중노송1가동·2가동이 중노송1동·2동으로 개칭
- 2005년 8월 1일 : 완산구 중노송1동, 중노송2동, 남노송동과 덕진구 서노송동이 완산구 노송동으로 통합

## 법정동
- 중노송동(中老松洞)
- 남노송동(南老松洞)
- 서노송동(西老松洞)

## 주요 시설
공공기관
- 전북지방병무청
- 전주시청

종교
- 천주교 전주교구청
  - 천주교가톨릭센터
  - 전주중앙성당

유통
- 세이브존 전주점
- 홈플러스 전주완산점

교육
- 전주풍남초등학교
- 전주동초등학교
- 전주신일중학교
- 전주고등학교
- 전주제일고등학교

주거
| 단지명              | 건설사           | 시행사                            | 주소                  | 입주              | 비고 |
| ------------------- | ---------------- | --------------------------------- | --------------------- | ----------------- | ---- |
| 한옥마을 서해그랑블 | 서해종합건설㈜   | 물왕멀구역 주택재개발정비사업조합 | 완산구 견훤왕궁1길 10 | 2018년 3월        |      |
| 우성 해오름         | (유)우성종합건설 | (유)우성종합건설                  | 완산구 견훤로 157     | 2005년 12월       |      |
| 더샵 라비온드       | 포스코이앤씨     | 기자촌구역 주택재개발정비사업조합 |                       | 2028년 6월 (예정) |      |